# ヘンリー・ハーバート・ラ・タング
ヘンリー・ハーバート・ラ・タング（Henry Herbert La Thangue RA、1859年1月19日 – 1929年12月21日）はイギリスの画家である。フランスで学び、バルビゾン派の画家や自然主義の画家、ジュール・バスティアン＝ルパージュに影響を受けたスタイルの作品を描いた。

## 略歴
ロンドン南部のクロイドンで生まれた。後に「ニューリン派」を代表する画家になるスタンホープ・フォーブス(1857-1947)とは学生時代からの知り合いだった。ロンドンの美術学校（Lambeth School of Art）で学んだ後、1874年から1879年の間、ロイヤル・アカデミー・オブ・アーツの美術学校で学び、1879年の展覧会で金賞を得て、3年間のフランス留学の奨学金を得た。パリ国立高等美術学校に留学し、ジャン＝レオン・ジェロームの教室で学ぶが、アカデミックなジェロームの美術スタイルよりも、バルビゾン派の画家たちやジュール・バスティアン＝ルパージュ、パスカル・ダニャン＝ブーベレといった画家の影響を受けた。
1881年から1882年の間、ブルターニュの海岸で作品を描き、その後、フランス南東部のドンゼール(Donzère)で作品を描いた。1886年にイギリスに帰国し、1886年に最初の展覧会を開いたニュー・イングリッシュ・アート・クラブの展覧会にフランスの農民を描いたラ・タングの作品は話題になった。イギリスではロイヤル・アカデミー・オブ・アーツの展覧会や、イギリス王立芸術家協会（Royal Society of British Artists）の展覧会に出展した。
1880年代の末にノーフォークのサウスウォルシャム(South Walsham)で活動し、1890年代の初めはサセックスの海岸の町ボッシャム(Bosham)に住んだ。一貫して田園の風景と人々の生活を描いた。1896年にテート・ギャラリーに作品が買い上げられ、1898年にロイヤル・アカデミーの準会員に選ばれ、1912年に正会員に選ばれた。
サセックスの田園の町グラフアム(Graffham)に住むようになり、1900年代に入るとフランスのプロヴァンスやイタリアのリグーリアの海岸、西地中海のバレアレス諸島に旅して描いた。南ヨーロッパの風景を描いた作品は人気になった。
1928年にロンドンで没した。

## 作品

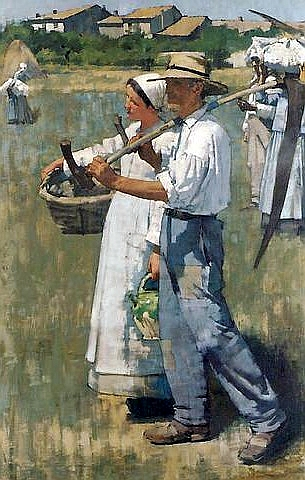
ドーフィネで (1885)
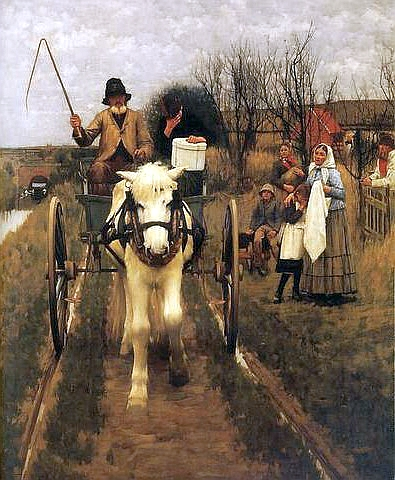
"Leaving Home" (1890)
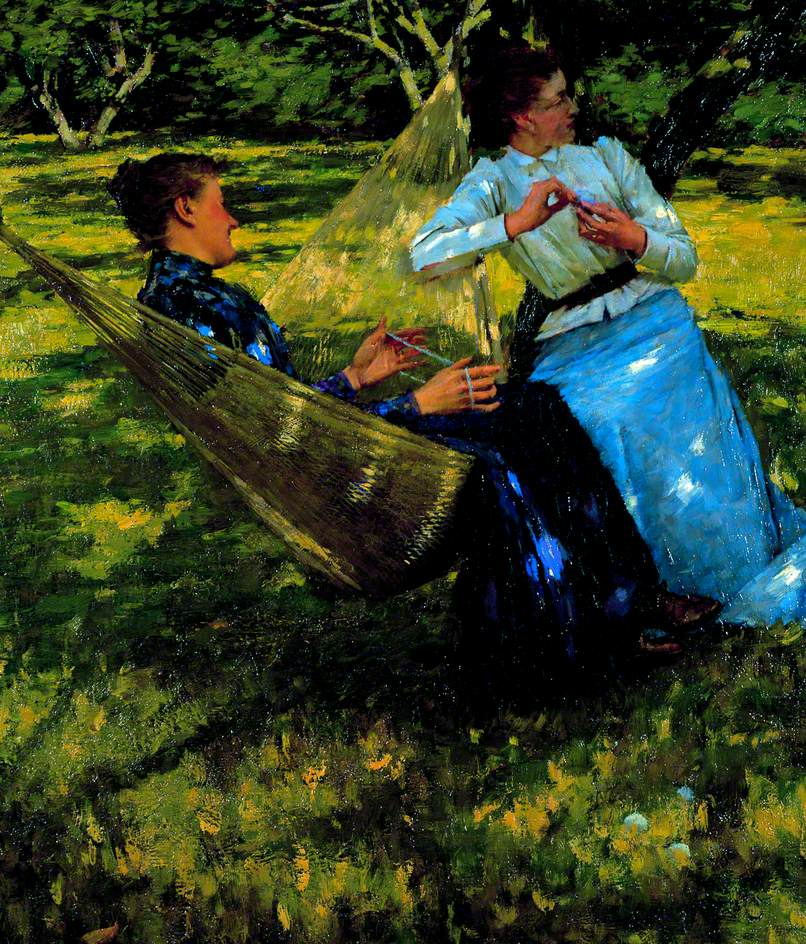
果樹園で (1893)
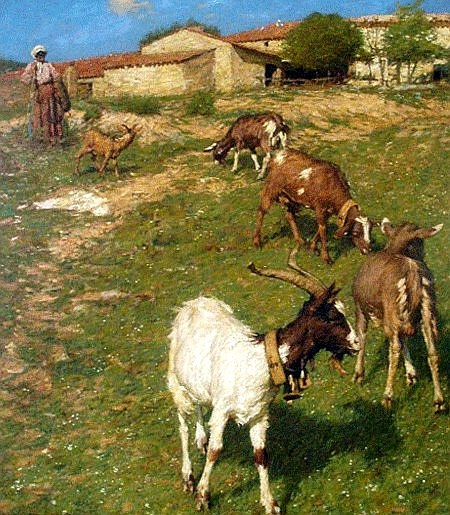
プロヴァンスの農場

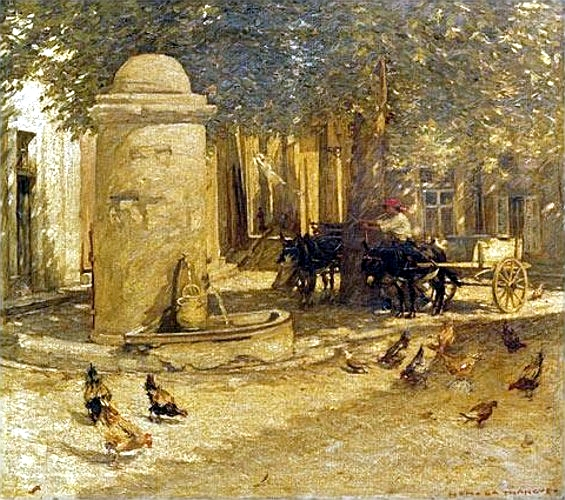
Fountain
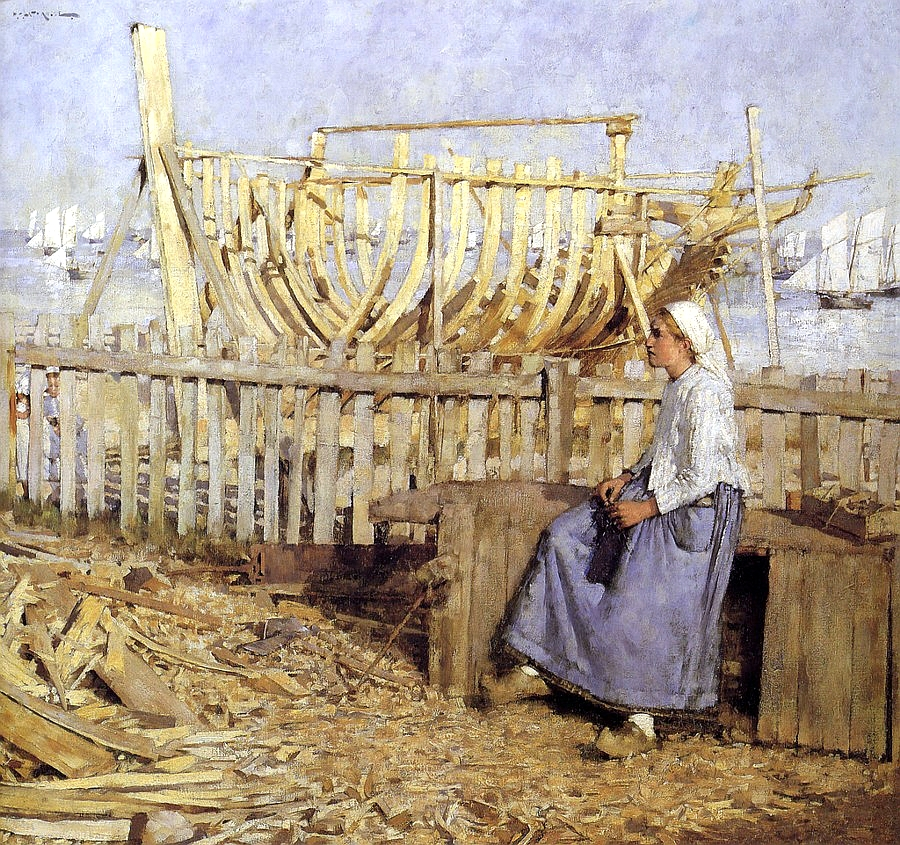
船大工の庭(1881)
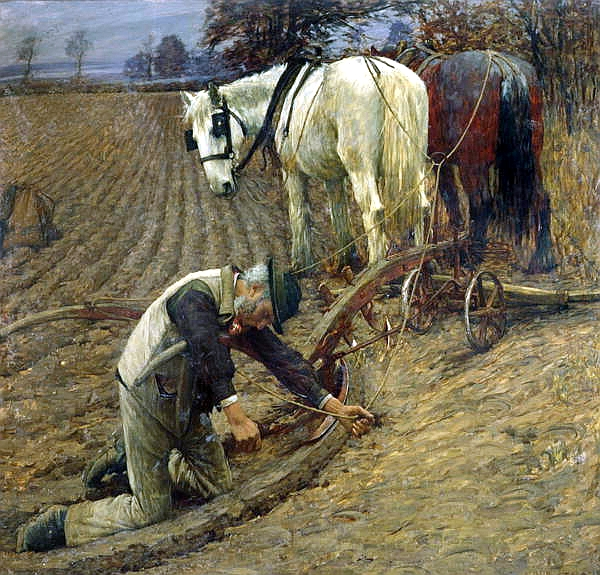
The Last Furrow (1895)
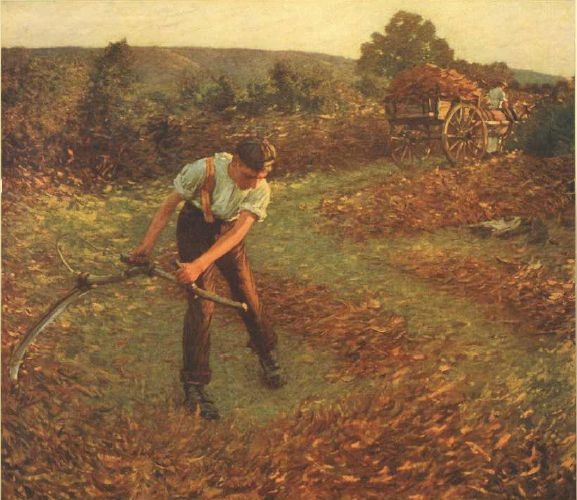
刈り取り作業

## 関連文献
- McConkey, Kenneth. A painter's harvest: Works by Henry Herbert La Thangue R. A, 1859–1929 (Oldham Art Gallery, 1978).
- Jenkins, Adrian. Painters and Peasants: Henry La Thangue and British Rural Naturalism (Bolton Museum, 2000).